# 塞克斯德馬林達山
45°55′26″N 7°44′06″E / 45.924008°N 7.735102°E

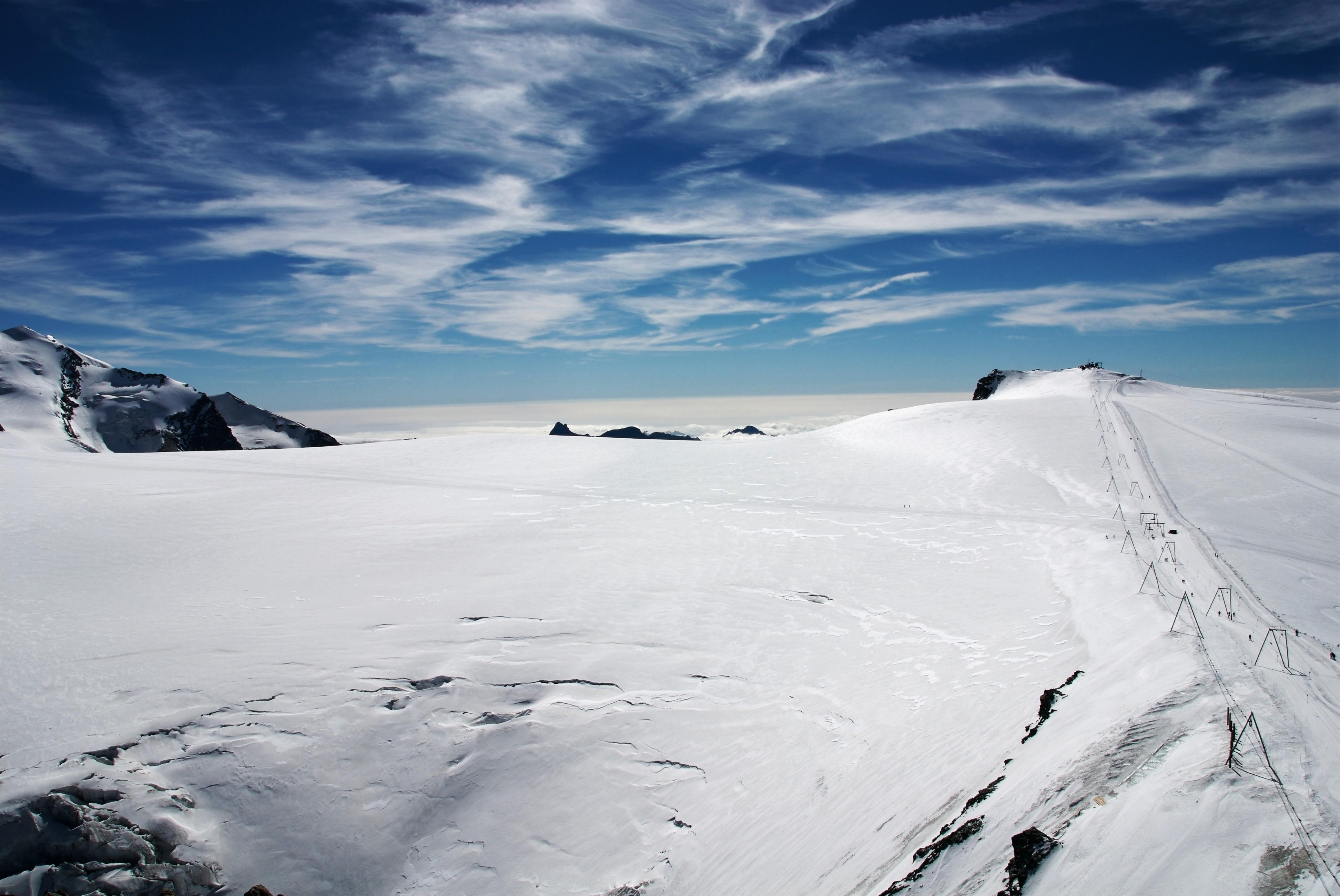

塞克斯德馬林達山（Sex de Marinda），是瑞士的山峰，位於該國西南部，由瓦萊州負責管轄，屬於本寧阿爾卑斯山脈的一部分，海拔高度2,906米，每年平均降雨量1,585毫米。